# الیاس افندی‌اف
الیاس افندی‌اف (ترکی آذربایجانی: Əfəndiyev İlyas Məhəmməd oğlu) نویسنده اهل آذربایجان شوروی، عضو اتحادیه نویسندگان جمهوری آذربایجان (۱۹۴۰)، خادم هنر افتخاری آذربایجان (۱۹۶۰)، برنده جایزه دولتی آذربایجان (۱۹۷۲) و «نویسنده مردم» آذربایجان (۱۹۷۹) بود.

## زندگی‌نامه
الیاس افندی‌اف در ۲۶ مه سال ۱۹۱۴ در شهرستان فضولی امپراتوری روسیه زاده شد. در سال ۱۹۳۸، در دانشگاه تربیت مدرس آذربایجان به نام لنین فارغ‌التحصیل شد.
در سال ۱۹۳۹ مجموعه ادبی اش موسوم به «نامه‌هایی از روستا» انتشار یافت. در سال ۱۹۴۵، مجموعه داستان‌هایش موسوم به «شب‌های آرام» به انتشار رسید. این مجموعه‌ها به روشنفکران دوران شوروی اختصاص بافته بودند.
افندی‌اف همچنین نمایش‌نامه‌هایی در موضوعات روانشناسی نوشته‌است که، کماکن نیز اجرا می‌شوند. علاوه بر اینها وی رمان‌ها و مقالات انتقادی ادبی را نیز نوشته‌است.

## آثار

### نمایشنامه‌ها
- انتظار (۱۹۴۰)
- راه‌های روشن (۱۹۴۷)
- سیل‌های بهار (۱۹۴۸)
- خانواده آتیفها (۱۹۵۴)
- تو همیشه با منی (۱۹۶۵)
- گناه من (۱۹۶۹)
- یک شیطان از یک بیابان آتشین آمده‌است
- یک لوستر برای ده مانتا
- به ما اعتماد کنید
- نمی‌توانم فراموش کنم (۱۹۶۸)
- دفتر خاطرات پاک شده (۱۹۷۰)
- این آهنگ در کوه‌ها باقی ماند (۱۹۷۱)
- پسر عجیب (۱۹۷۳)
- صدایی که از باغ‌ها می‌آید (۱۹۷۶)
- خورشیدبانو ناتوان (۱۹۸۰)
- در کاخ کریستال
- شیخ خیابانی (۱۹۸۶)
- سرنوشت عجیب و غریب ما (۱۹۸۸)
- عاشقانی که در دوزخ به هم می‌رسند (۱۹۸۹)
- یک درخت زیتون بری (۱۹۹۱)
- مردان احساساتی و دیوانه (۱۹۹۲)
- حاکم و یک دختر (۱۹۹۴)

### داستان‌ها
- جوی پر از بید (۱۹۵۸)
- پل سازان (۱۹۶۰)
- ۳ دوست در پشت کوه‌ها (۱۹۶۳)
- چنار خان
- داستان بلبل و واله (۱۹۷۶–۷۸)
- پیر مرد، پشت سرت نگاه نکن (۱۹۸۰)